# Collins (Ohio)
Collins é um lugar designado pelo censo localizado no condado de Huron no estado estadounidense de Ohio. No Censo de 2010 tinha uma população de 631 habitantes e uma densidade populacional de 52,7 pessoas por km².

## Geografia
Collins encontra-se localizado nas coordenadas 41° 15′ 15″ N, 82° 28′ 57″ O. Segundo a Departamento do Censo dos Estados Unidos, Collins tem uma superfície total de 11.97 km², da qual 11.96 km² correspondem a terra firme e (0.11%) 0.01 km² é água.

## Demografia
Segundo o censo de 2010, tinha 631 pessoas residindo em Collins. A densidade populacional era de 52,7 hab./km². Dos 631 habitantes, Collins estava composto pelo 97.78% brancos, o 0% eram afroamericanos, o 0.48% eram amerindios, o 0.16% eram asiáticos, o 0% eram insulares do Pacífico, o 0.32% eram de outras raças e o 1.27% pertenciam a duas ou mais raças. Do total da população o 1.43% eram hispanos ou latinos de qualquer raça.